# Burg (Lindlar)
Die Ortschaft Burg ist ein Ortsteil der Gemeinde Lindlar, Oberbergischen Kreis im Regierungsbezirk Köln in Nordrhein-Westfalen (Deutschland).

## Lage und Beschreibung
Burg liegt im Süden der Gemeinde Lindlar auf einem Bergrücken südlich von Altenrath. Die Ortschaft ist über einen unterhaltenen Fahrweg von Eichholz her erreichbar. Südlich von Burg erreicht eine Erhebung die Höhe von 313,9 m.

## Geschichte
1470 wurde Burg das erste Mal als borch erwähnt. Der Name kommt vom einen mittelalterlichen Ringwall in der Nähe. In einer Aufstellung aus dem Jahre 1550 wird folgendes vermerkt: „Zur Burch, hait inhengich Aleff Leien und Johann van Varr, 1 soll“.
Um 1611 gehörte Burg zur Honschaft Helling im Kirchspiel Lindlar.
Die Topographia Ducatus Montani des Erich Philipp Ploennies, Blatt Amt Steinbach, belegt, dass der Wohnplatz bereits 1715 vier Hofstellen besaß, die als Burg beschriftet sind. Carl Friedrich von Wiebeking benennt die Hofschaft auf seiner Charte des Herzogthums Berg 1789 als Burg. Aus ihr geht hervor, dass der Ort zu dieser Zeit Teil der Honschaft Oberhelling im Kirchspiel Lindlar war.
Der Ort ist auf der Topographischen Aufnahme der Rheinlande von 1825 als Burg verzeichnet. Die Preußische Uraufnahme von 1840 zeigt den Wohnplatz ebenso unter dem Namen Burg. Ab der Preußischen Neuaufnahme von 1894/96 ist der Ort auf Messtischblättern regelmäßig als Burg verzeichnet.
1822 lebten 48 Menschen im als Hof kategorisierten Ort, der nach dem Zusammenbruch der napoleonischen Administration und deren Ablösung zur Bürgermeisterei Lindlar im Kreis Wipperfürth gehörte. Für das Jahr 1830 werden für den als Burg bezeichneten Ort 48 Einwohner angegeben. Der 1845 laut der Uebersicht des Regierungs-Bezirks Cöln als Weiler kategorisierte Ort besaß zu dieser Zeit sechs Wohngebäude mit 69 Einwohnern, alle katholischen Bekenntnisses. Die Gemeinde- und Gutbezirksstatistik der Rheinprovinz führt Burg 1871 mit elf Wohnhäusern und 60 Einwohnern auf.
Im Gemeindelexikon für die Provinz Rheinland von 1888 werden für Burg zehn Wohnhäuser mit 62 Einwohnern angegeben. 1895 besitzt der Ort sieben Wohnhäuser mit 50 Einwohnern und gehörte konfessionell zum evangelischen Kirchspiel Ründeroth, 1905 werden acht Wohnhäuser und 36 Einwohner angegeben.

## Sehenswürdigkeiten
In Burg finden sich verschiedene alte Wegekreuze, verschiedene alte Fachwerkhäuser und die 1954 errichtete Marienkapelle. Der in eine Linde eingewachsene Sühnestein soll 1798 zur Sühne für einen 1795 dort erschlagenen französischen Soldaten aufgestellt worden sein.